# ستون رودبار

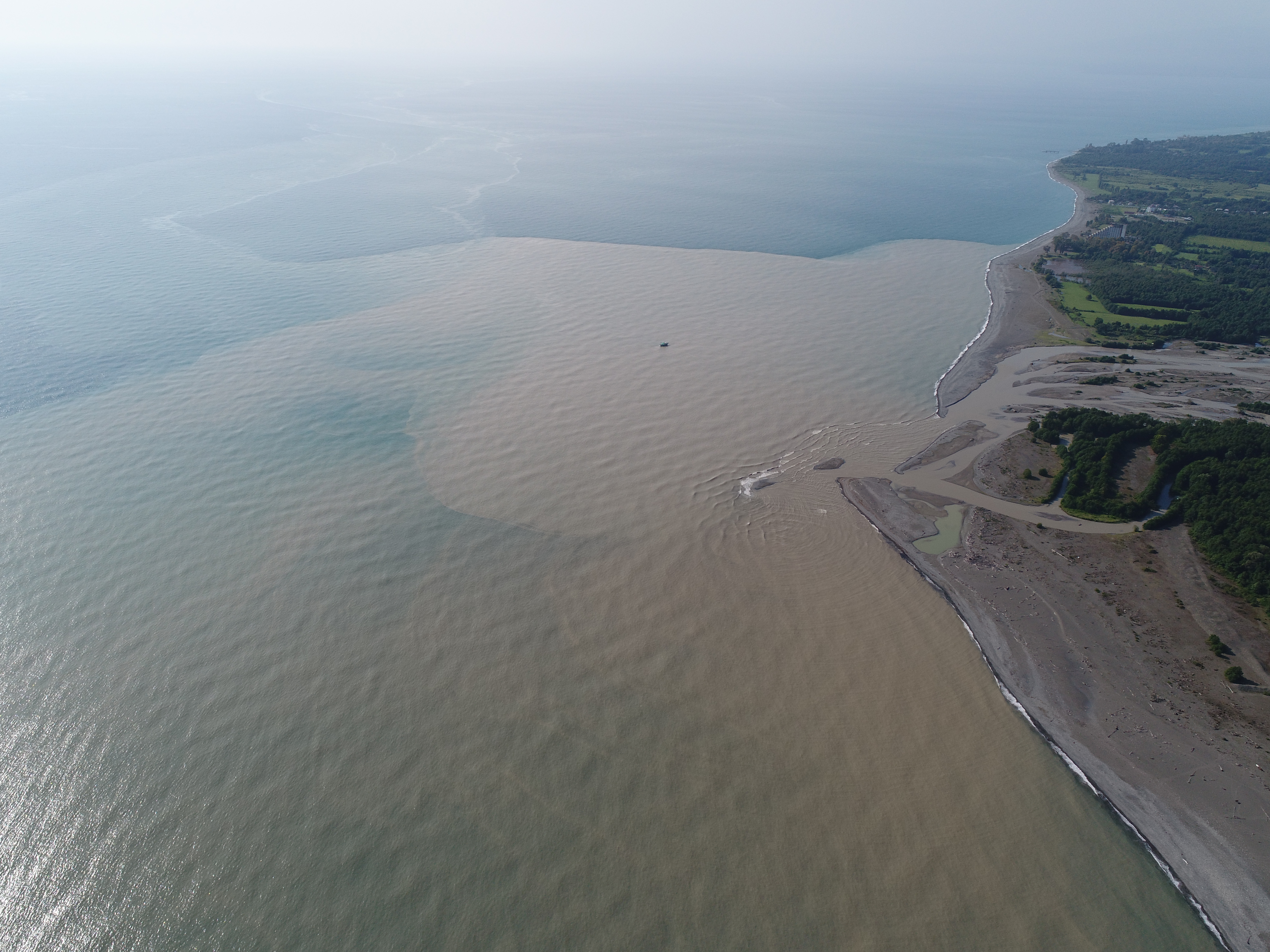
ستون رودبار در رودخانه کودور

ستون رودبار یا ستون بار رسوبی رودخانه (به انگلیسی: River plume)، توده مواد رسوبی در آب شیرین است که در نتیجه درهم آمیختن رواناب رودخانه و آب شور دریا در دهانه رود ایجاد می‌شود. توده‌های رودخانه‌ای در نواحی دریای ساحلی در بسیاری از مناطق جهان تشکیل می‌شوند. ستون‌های رودخانه عموماً لایه‌های پهن، اما کم‌عمق سطح دریا را اشغال می‌کنند که توسط گرادیان چگالی شدید محدود شده‌اند. مساحت بار رودخانه ۳–۵ مرتبه بزرگتر از عمق آن است، بنابراین، حتی رودخانه‌های کوچک با دبی ~۱–۱۰ متر بر ثانیه بارهای رودخانه‌ای با وسعت فضایی افقی ~۱۰–۱۰۰ متر تشکیل می‌دهند. مناطقی از ستون بارهای رودخانه‌ای که توسط بزرگ‌ترین رودخانه‌های جهان تشکیل شده‌اند، ۱۰۰–۱۰۰۰ کیلومتر مربع هستند. با وجود حجم نسبتاً کم رواناب کل آب شیرین به اقیانوس جهانی، ستون بارهای رودخانه تا ۲۱ درصد از مناطق فلات قاره اقیانوسی جهانی، یعنی چندین میلیون کیلومتر مربع را اشغال می‌کنند.

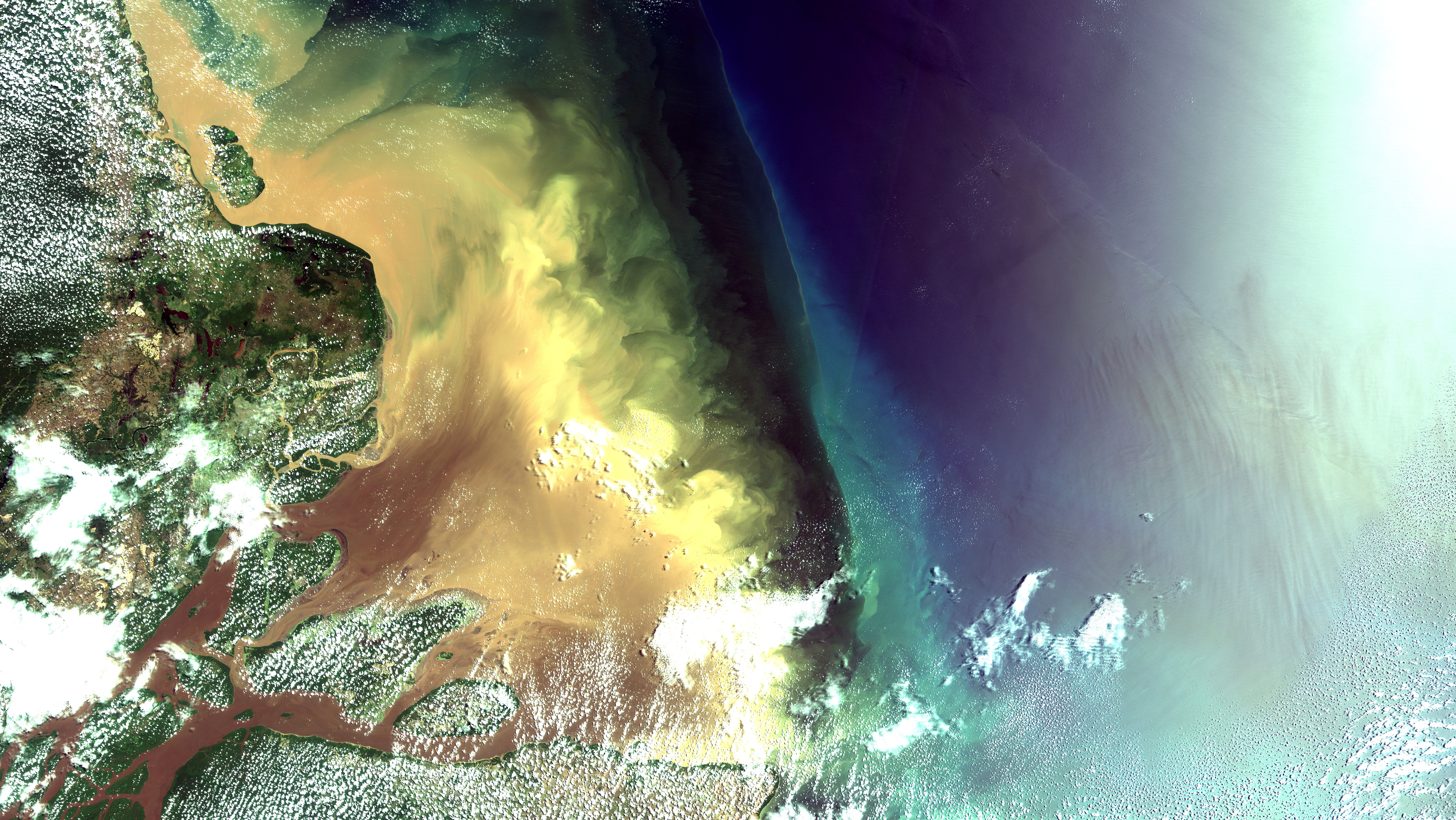
ستون بار رودخانه آمازون

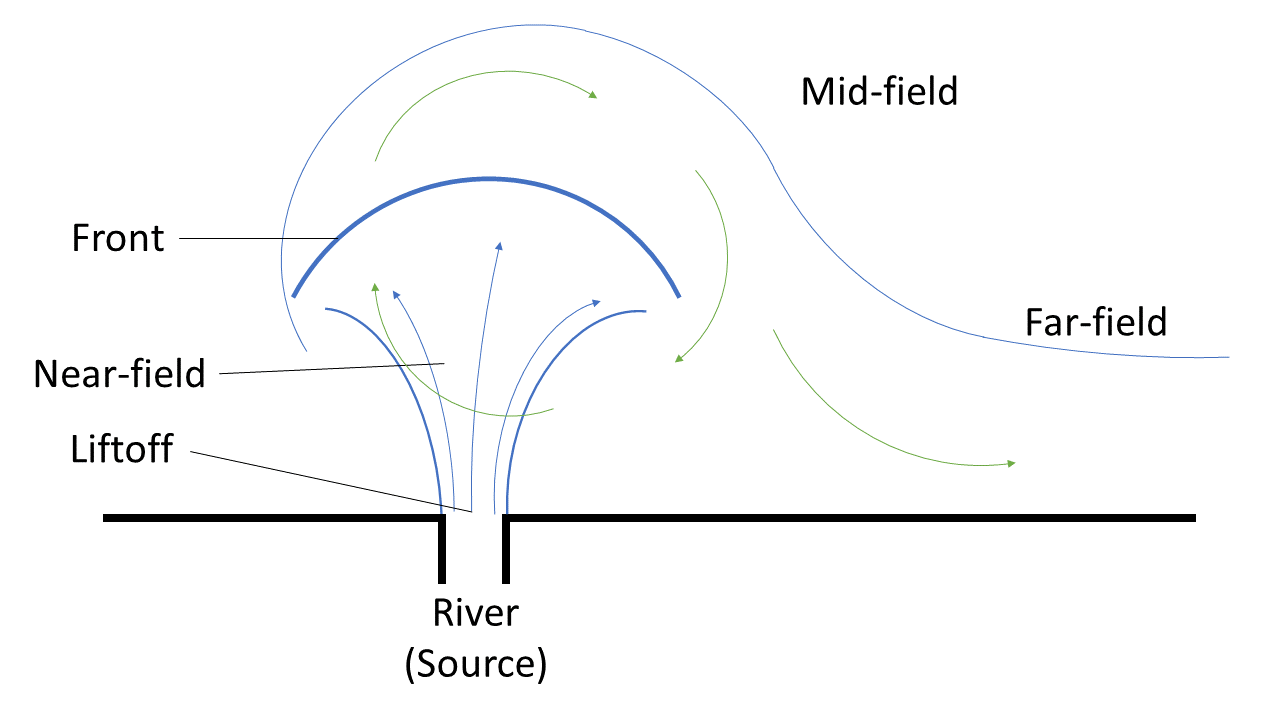
ساختار نمایشی یک ستون رودبار، از بالا دیده می‌شود. برگرفته از Horner-Devine (2015)

## فرایندها
ستون رودبارها نقش مهمی در برهم‌کنش‌های جهانی و منطقه‌ای زمین و اقیانوس دارند. دبی رودخانه شارهای زیادی از شناوری، گرما، رسوبات خاک‌زا، مواد مغذی و آلاینده‌های انسانی را برای اقیانوس فراهم می‌کند. توده‌های رودخانه به شدت بر بسیاری از فرآیندهای فیزیکی، زیست‌شناختی و ژئوشیمیایی در نواحی ساحلی و فلات‌های دریا از جمله لایه‌بندی آب دریا، جریان‌های ساحلی، چرخه‌های کربن و بیوژئوشیمیایی، تولید اولیه و ریخت‌شناسی بستر دریا تأثیر می‌گذارد.